# Авратка девойка
Авратка девойка или Влаина Бугарка е персонаж в български народни песни и предания от Копривщенско, Радомирско и от село Рила. Наричана е в Копривщица „Султанката“ и „Болярката“ от Рила. От нея води началото си рода Султанекови, а също така и най-старото име на града Женска поляна (на турски: Avrat Alan).
В изданието на „Юбилеен сборник по миналото на Копривщица“ от 1926 г. на Копривщенското благотворително дружество „20 април 1876 г.“ генерал Йордан Венедиков прави анализ на две народни песни и няколко предания, с цел проучване на тяхната реална историческа основа. В страниците, посветени на проблема, авторът използва и проучванията на копривщенския историк Лука Ослеков, в които изследвания бива уточнено, че едно от имената на литературният герой е Влаина, и певеца, за да не се бърка с „от Влашко“ е добавил едно „Бугарка“. Относно името Авратка авторът представя и известни уточнения, направени от Велико Йорданов в неговото съчинение „Крали Марко“. Така става ясно, че името не трябва да се бърка с произношението на турски език Авратка с българското Арватка – хърватка. По този начин се отхвърля идеята за идентичност на Авратка с Арватин войвода, изразена от някои тълкуватели на поверията и се изяснява защо турците наричат копривщенци аврадалии.
Във времето преди похода на Янош Хуняди (Янкула войвода) от 1443 г. Авратка е живяла или в Авратъ Аланъ (Копривщица) или в Авратъ Хисаръ (Женско, Централна Македония). Втората версия авторът отхвърля с аргументите: 1). Поетичните македонски българи нямат песни за Авратин войвода или Аврата града. 2). Такива песни има само в Шопско и по-на изток. 3). В най-старите текстове на песента тя не се нарича Авратка и действието в тях се развива в съседния на Копривщица Клисура града или даже чак в Хаин планина.
Народни песни има само за владялата Радомир Влаина Бугарка. Една такава е песен от Западна Македония за това, как султана обещал на онзи, който превземе крепостта при град Сталък и „града Радомира, що повелятъ та стара Влаина“. Авторът на изследването на народните песни смята, че когато в тях се говори за произхода на дошлата от Рила владетелка в Копривщица владетелка тя не е владяла само едноименното село Рила. Според него става дума за ленно владение на цялата област, включая и Радомир, владян от Влаина Бугарка. Като уверение във верността на предположението си той изтъква факта за живеещите в селото семейства Радомирови. Така се утвърждава възможността дошлата от Рила Авратка да е онази същата Влаина Бугарка.

## Битки на Авратка девойка
Авратка явно е била спахия на Копривщица, като дори е въвела доста тиранични закони, един от които е бил за облагане с данък женитбите в селото. Различни хайдути повели борба с урегулираното безправие на населението и повеждат борба с произвола на Авратка. Имената на юнаците Марко, Релю, Момчил, Милуш, Янкул и Груица са възпети в народна песен от Аврат Алан. За последните двама – Янкул и Груица има и други останали исторически следи, но иначе историята, отразена и украсена с допълнителни персонажи в песните, разказва за пленяването на бунтовниците от могъщата Авратка войвода и тяхното освобождаване, постигнато благодарение на хитростта на юнак Марко.
| „ | Песен за Авратка девойка Фала Боже за чудо голѣмо! Посили се Авракя девокьа, Посили се, Богъ да я убие, посили се по авратска земья та не дава сватби да се правятъ и не дава млади да се женьатъ. Цвилба цвилят, до Бога се чуе! Цвилба цвилят клети сиромаси. Собрая се клети сиромаси па се чудятъ какво да напрая. | “ |

По време на похода на крал Владислав, проведен под главното командуване на Янкула войвода от 1443 година след бляскавите победи край София към армията се включват като доброволци и много българи. Един клон от войските, настъпващи към Цариград води сражения около село Златица, но без успех. Поради дошлите слухове за мир между султан Мурад и Караманлийския султан, Янкула войвода предприема дръзко нападение на 24 декември откъм Траянови врата къмто Златица и Копривщица. След продължителни битки край Копривщица командира дава заповед за отстъпление.
Легенди, събрани и описани от учителя Христо Пулеков разказват за млада жена, заселила се на мястото на днешна Копривщица, тъй като местността ѝ се сторила подходяща за отглеждане на добитък. Малко след пристигането си тя заминала за Одрин, където измолила от султана ферман, чрез който ставала владетелка на Копривщица, а селото получавало големи привилегии. В този ферман за първи път султанът нарекъл Копривщица Аврат Алан. По тези причини Йордан Венедиков смята, че Авратка девойка твърде възможно да е от онези боляри, доброволно предали се на турците срещу запазването на техните привилегии. Тук е сигурно, че възпятата в песните владетелка е направила нещо в услуга на турците, за да нарекат те на нейно име селището, като е участвала на тяхна страна при „отбиването“ на войските на крал Владислав.

## Битки на Влаина Бугарка
Години по-късно след боевете при Златица и Копривщица, през 1448 г. при обсадата на Круя от войските на Мурад II, Янош Хуняди начело на 70 000 войска на път за Албания стига Косово поле я разполага на река Ситница в защита на обсадения Скендер бег. Начело на конницата му бил, на десния фланг на армията – Венедикт Лошанцки, а на артилерията и пехотата – Секула детенце. На лявото крило командира сложил власи, под предводителството на Дан войвода. В началото на сражението срещу тях се биели Мало-Азийски, еничарски и румелийски войски. Завързало се сражение, при което взимат надмощие християнските бойци. Вечерта на втория ден битки, от София пристигат свежи силите на Турхан паша. Войската на Хуняди бива разбита, като историците са на мнение, че това би могло да се случи и поради предателството на влашкия войвода.
Песен за Влаина Бугарка
Влаино Бугарко!

Влашки ми Бег

Порѫчил, нарѫчил:

Щто чини Влаина,
 
Влаина Бугарка?

Нека да собере

Три ильади души,

тая силня воськя

та да я доведе

на Косово поле

на река Ситница.

Бой ке се биеме

Замя да оттимаме.

Ка дочу Влаина,

собра Влаина

три ильяди души.
 
Янала Влаина

тая добра коня

повела Влаина

три ильяди души,

тая силна воськя.
 
Кога тамо ойде

угодило се е

на нощъ на полунощъ.

Чуди се Влаина

кога аскеръ спие –

какво да имъ праи!

Съ коне да ги пази,

еден ке погази,

сите ке разбуди;

съ пушка да фрѫли

еден ке убие,

сите ке разбуди.

Извадила Влаина

тая остра сабя:

две педи широка,

дванаесе длъга,

що се свива и развива,

еднажъ е махнала,